# 伊藤雙葉
伊藤雙葉（日语： Itou Futaba，2002年4月25日—），日本職業攀石家、運動攀登家及抱石家，參與抱石及難度攀登，長時間以高中生身份參與職業賽。2017年首次贏得日本抱石盃冠軍，2020年再下一城。她曾經參與2018年亞運會，但未能勝出。年輕的伊藤加入成年賽事短短時間已經成為國內頂尖選手，與野口啓代及野中生萌並列為日本女子攀登三巨頭。

## 外部連結
- 個人資料
- IFSC 資料
- Instagram 資料

1. ↑   [Futaba Ito - Japan Mountaineering and Sport Climbing Association]. Japan Mountaineering and Sport Climbing Association.   [3 June 2019]. （原始内容存档于2018-09-03） （日语）.
2. ↑  . （原始内容存档于Jul 5, 2019）.
3. ↑  . Mainichi. 30 January 2017  [3 June 2019]. （原始内容存档于2019-06-03）.